# Danh sách quốc gia tên gọi có nguồn gốc tên người
Dưới đây là danh sách các tên gọi của các quốc gia được đặt tên theo tên của một nhân vật.
| Quốc gia                    | Tên người                                                             |
| --------------------------- | --------------------------------------------------------------------- |
| Armenia                     | Armenak (truyền thống)                                                |
| Azerbaijan                  | Atropat                                                               |
| Belize                      | Peter Wallace (tên được Tây Ban Nha hóa)                              |
| Bermuda                     | Juan de Bermúdez                                                      |
| Bharat (Ấn Độ)              | Bharata                                                               |
| Bolivia                     | Simon Bolivar                                                         |
| Campuchia                   | Kambu Svayambhuva                                                     |
| Colombia                    | Christopher Columbus (Cristoforo Colombo theo tiếng Ý)                |
| Cộng hòa Dominican          | Saint Dominic                                                         |
| El Salvador                 | Jesus (theo nghĩa đen, có nghĩa là "Người cứu rỗi")                   |
| Eswatini                    | Vua Mswati I                                                          |
| Gibraltar                   | Tariq ibn-Ziyad (Jebel Tariq - Núi của Tariq)                         |
| Hoa Kỳ                      | Có thể là Amerigo Vespucci hoặc Richard Amerike (Xem Tên gọi nước Mỹ) |
| Israel                      | Jacob                                                                 |
| Kiribati                    | Thomas Gilbert                                                        |
| Mauritius                   | Maurice of Nassau, Hoàng tử Orange                                    |
| Mozambique                  | Musa Mbiki (truyền thống)                                             |
| Philippines                 | Phillip II của Tây Ban Nha                                            |
| Quần đảo Bắc Mariana        | Marie-Anne của Áo                                                     |
| Quần đảo Cook               | Thuyền trưởng James Cook                                              |
| Quần đảo Cocos (Keeling)    | William Keeling                                                       |
| Quần đảo Falkland           | Tử tước Falkland                                                      |
| Quần đảo Marshall           | John Marshall                                                         |
| Đảo Pitcairn                | Robert Pitcairn                                                       |
| Quần đảo Solomon            | Solomon                                                               |
| Quần đảo Wallis và Futuna   | Samuel Wallis                                                         |
| Rhodesia (nay là Zimbabwe)  | Cecil Rhodes                                                          |
| Saint Helena                | Helena                                                                |
| Saint Kitts và Nevis        | Thánh Christopher                                                     |
| Saint Lucia                 | Thánh Lucia                                                           |
| Saint-Pierre và Miquelon    | Thánh Peter                                                           |
| Saint Vincent và Grenadines | Thánh Vincent của Saragossa                                           |
| San Marino                  | Thánh Marinus                                                         |
| São Tomé và Príncipe        | Thánh Thomas                                                          |
| Ả Rập Xê Út                 | Muhammad bin Saud                                                     |
| Seychelles                  | Jean Moreau de Sechelles                                              |